# Marolinta
Marolinta è una città e comune del Madagascar situato nel distretto di Beloha, regione di Androy. La popolazione del comune rilevata nel 2001 era pari a 11 386 unità.